# Mohammed Abu
Mohammed Abu (ur. 14 listopada 1991 w Akrze) – ghański piłkarz występujący na pozycji pomocnika. Zawodnik klubu Vålerenga Fotball.

## Kariera klubowa
Abu karierę rozpoczynał w zespole SC Accra. W sierpniu 2010 roku podpisał kontrakt z angielskim Manchesterem City, a we wrześniu tego samego roku został wypożyczony do norweskiego Strømsgodset IF z Tippeligaen. W lidze tej zadebiutował 13 września 2010 w przegranym 1:3 pojedynku z Molde FK. W 2010 roku zdobył z zespołem Puchar Norwegii. 16 października 2011 w zremisowanym 1:1 spotkaniu z Sogndal Fotball strzelił pierwszego gola w Tippeligaen. Na początku 2012 roku powrócił do Manchesteru, a następnie przeszedł na kolejne wypożyczenie, tym razem do niemieckiego Eintrachtu Frankfurt. Po trzech miesiącach po raz drugi został wypożyczony do Strømsgodset IF. Następnie grał na wypożyczeniach w zespołach Rayo Vallecano, FC Lorient i Aarhus GF.
W styczniu 2017 Abu został zawodnikiem amerykańskiego Columbus Crew. W 2018 roku był wypożyczony do norweskiej Vålerengi, z którą następnie podpisał kontrakt.
| Sezon   | Klub                | Kraj              | Rozgrywki           | Mecze | Bramki | Rozgrywki kontynentalne | Mecze | Bramki |
| ------- | ------------------- | ----------------- | ------------------- | ----- | ------ | ----------------------- | ----- | ------ |
| 2010    | Strømsgodset IF     | Norwegia          | Tippeligaen         | 8     | 0      | –                       | –     | –      |
| 2011    | Strømsgodset IF     | Norwegia          | Tippeligaen         | 27    | 1      | kw. do Ligi Europy      | 2     | 0      |
| 2011/12 | Eintracht Frankfurt | Niemcy            | 2. Bundesliga       | 0     | 0      | –                       | –     | –      |
| 2012    | Strømsgodset IF     | Norwegia          | Tippeligaen         | 11    | 2      | –                       | –     | –      |
| 2012/13 | Rayo Vallecano      | Hiszpania         | Primera División    | 1     | 0      | –                       | –     | –      |
| 2012/13 | FC Lorient          | Francja           | Ligue 1             | 7     | 0      | –                       | –     | –      |
| 2013/14 | Aarhus GF           | Dania             | Superligaen         | 0     | 0      | –                       | –     | –      |
| 2014    | Strømsgodset IF     | Norwegia          | Tippeligaen         | 28    | 0      | kw. do Ligi Mistrzów    | 2     | 0      |
| 2015    | Strømsgodset IF     | Norwegia          | Tippeligaen         | 27    | 1      | kw. do Ligi Europy      | 6     | 0      |
| 2016    | Strømsgodset IF     | Norwegia          | Tippeligaen         | 27    | 0      | kw. do Ligi Europy      | 2     | 0      |
| 2017    | Columbus Crew       | Stany Zjednoczone | Major League Soccer | 23    | 0      | –                       | –     | –      |
| 2018    | Columbus Crew       | Stany Zjednoczone | Major League Soccer | 4     | 0      | –                       | –     | –      |
| 2018    | Vålerenga Fotball   | Norwegia          | Eliteserien         | 10    | 0      | –                       | –     | –      |
| 2019    | Vålerenga Fotball   | Norwegia          | Eliteserien         |       |        | –                       | –     | –      |

## Kariera reprezentacyjna
W reprezentacji Ghany Abu zadebiutował 8 października 2011 roku w wygranym 2:0 meczu eliminacji Pucharu Narodów Afryki 2012 z Sudanem.